# Aleksander Dedjuško
Aleksander Dedjuško (Vawkavysk, 20. svibnja 1962. – 3. studenog 2007.), ruski glumac.
Najpoznatije njegovo djelo je najvjerojatnije film Taras Bulba.